# Bjørn Otto Bragstad
Bjørn Otto Bragstad (né le 5 janvier 1971 à Trondheim, en Norvège), est un footballeur norvégien, qui évoluait au poste de défenseur au Rosenborg BK et en équipe de Norvège.

## Biographie
Bjørn Otto Bragstad n'a marqué aucun but lors de ses quinze sélections avec l'équipe de Norvège entre 1999 et 2000. 

## Clubs
- 1989-2000 : Rosenborg BK
- 2000-2001 : Derby County
- 2001-2002 : Birmingham City
- 2002-2004 : SC Bregenz

## Palmarès

### En équipe nationale
- 15 sélections et 0 but avec l'équipe de Norvège entre 1999 et 2000.

### Avec Rosenborg BK
- Vainqueur du Championnat de Norvège de football en 1990, 1992, 1993, 1994, 1995, 1997, 1998, 1999, 2000 et 2001.
- Vainqueur de la Coupe de Norvège de football en 1992, 1995 et 1999.